# أولريش مولر
أولريش مولر (بالنرويجية البوكمول: Ulrich Møller)‏ (11 ديسمبر 1962 في النرويج - ) هو مدرب كرة قدم ولاعب كرة قدم نرويجي في مركز الدفاع. شارك مع منتخب النرويج تحت 16 سنة لكرة القدم ومنتخب النرويج تحت 19 سنة لكرة القدم ومنتخب النرويج تحت 21 سنة لكرة القدم ومنتخب النرويج لكرة القدم. أما مع النوادي، فقد لعب مع أدو دين هاغ ونادي مولده.

## وصلات خارجية
- أولريش مولر على موقع اتحاد النرويج (النرويجية)